# Iglesia de San Matías Apóstol (Lota)
La Iglesia de San Matías Apóstol es un templo de culto católico ubicado en la comuna chilena de Lota, en la Región del Biobío. Pertenece a la Arquidiócesis de la Santísima Concepción. Es considerada como uno de los atractivos turísticos de la ciudad.

## Historia
Fue construida durante los años 1923 y 1926 a petición  de Carlos Cousiño y con el financiamiento de Compañía Minera e Industrial de Chile, como parte de las obras de embellecimiento de la ciudad en la época del auge minero producido por el carbón de piedra. Su diseño está basado en el estilo arquitectónico neogótico medieval en piedra tallada. Es en la cripta del templo donde se encuentran los restos mortales de Matías Cousiño.
Durante el terremoto de 2010, la parroquia sufrió algunos daños menores en su infraestructura, tanto interior como exterior, realizándose una restauración de la iglesia que fue terminada en 2013.